# Precis striata
Precis striata är en fjärilsart som beskrevs av Aurivillius 1901. Precis striata ingår i släktet Precis och familjen praktfjärilar. Inga underarter finns listade i Catalogue of Life.